# Skinfit Racing Team
Das Skinfit Racing Team ist ein österreichisches Sportteam. Es deckte die beiden Bereiche Skilanglauf und Triathlon ab. 

## Skilanglauf
Das Skinfit Racing Nordic Team wurde am 1. Juni 2010 gegründet.
Ziel war es, auch im mitteleuropäischen Raum ein Skilanglauf-Langdistanzteam zu installieren.
An die skandinavischen Konzepte angelehnt, ist dieses Team mit Hauptquartier in Ramsau am Dachstein rein durch Sponsoren und Partner finanziert. Das Team wurde umbenannt zum Skinfit Racing Skimo Team.

### Team
Das Team umfasste für die Saison 2012/13 elf Athleten.
| Team Future - Lars Suther - Markus Ottosson - Marco Mühlematter - Andy Gerstenberger - Toni Escher - Lukas Weitgasser | Team Distance - Stephanie Santer - Walentyna Schewtschenko - Stanislav Řezáč - Martin Koukal - Martin Bajcicak |

### Sportliche Erfolge
- Walentyna Schewtschenko
  - 3. Platz FIS Nordische Skiweltmeisterschaft Liberec;
  - 1. Platz FIS Marathon Cup Livigno 2009;
  - 1. Platz FIS Marathon Cup Livigno 2010;
  - 5× 1. Platz FIS Weltcup;

- Martin Koukal
  - 1. Platz FIS Nordische Skiweltmeisterschaft Val di Fiemme 2003 50 km FT;
  - Olympische Spiele Vancouver Bronzemedaille;
  - 2. Platz FIS Marathon Cup Engadin;
  - 5. Platz FIS Marathon Cup Vasaloppet;

- Stanislav Řezáč
  - 1. Platz FIS Marathon Cup Jizerska Padesatka 2012
  - 1. Platz FIS Marathon Cup Gesamtwertung 2011/12;
  - 2. Platz FIS Marathon Cup Vasaloppet 2010
  - 1. Platz FIS Marathon Cup König Ludwig Lauf 2012

## Triathlon

### Team

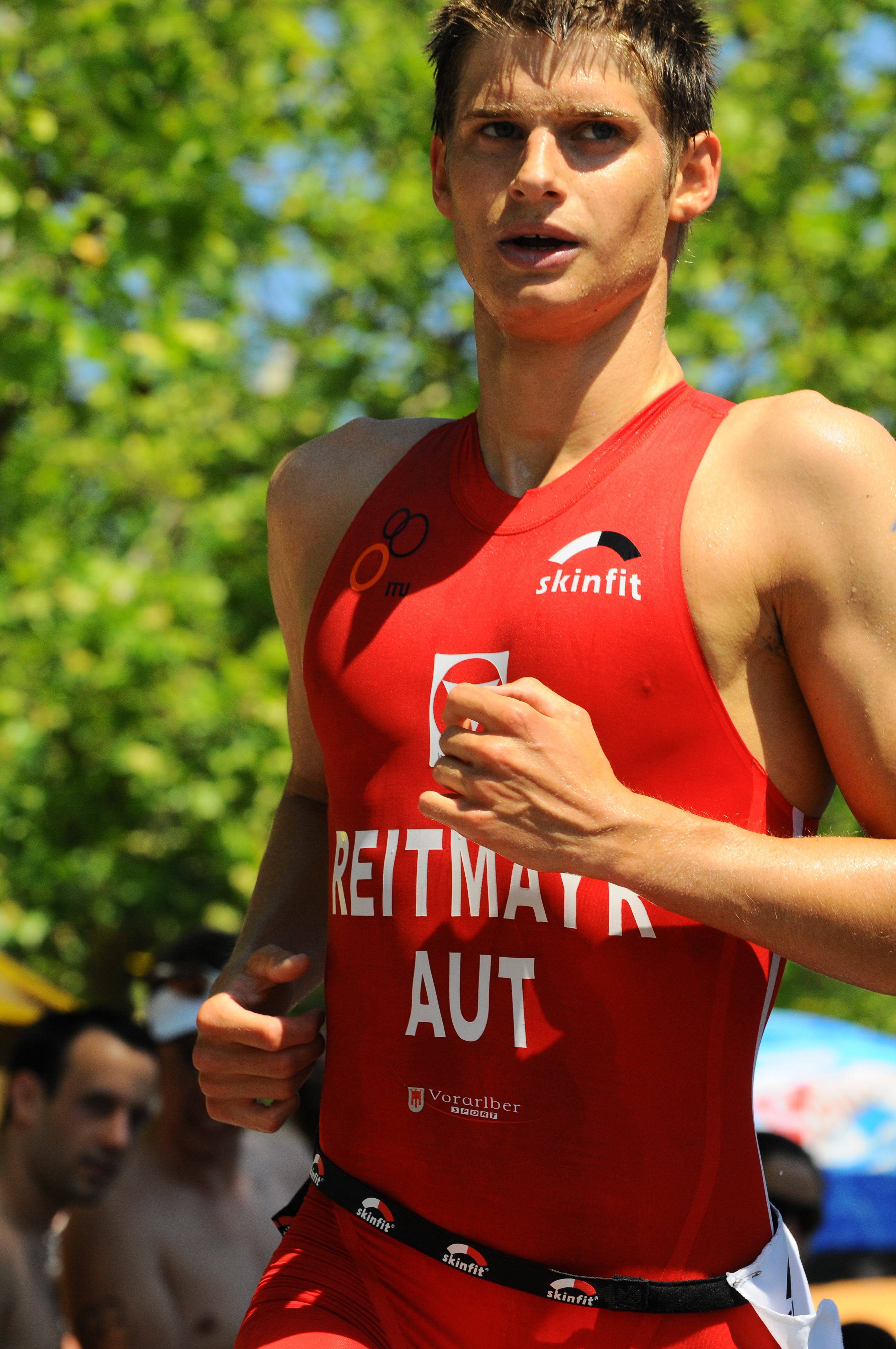
Paul Reitmayr, 2010

Das Skinfit Racing Tri Team wurde als erstes Profi-Team im österreichischen Triathlonsport im Dezember 2011 gegründet.

Das Team umfasste für die Saison 2016 elf Athleten – acht davon im Elite-Team. Paul Reitmayr hat 2016 die Teamleitung von Dominik Berger übernommen.
Das Team umfasst für die Saison 2022 zehn Athleten und die sportliche Leitung liegt bei Paul Reitmayr:
- Martin Bader (seit 2016)
- Lena Berlinger (seit 2018)
- David Breinlinger (seit 2022)
- Larissa Burtscher (seit 2022)
- Magdalena Früh (seit 2019)
- Lukas Hollaus (seit 2020)
- Magnus Männer (seit 2022)
- Moritz Meier (seit 2019)
- Lukas Pertl (seit 2012)
- Philip Pertl (seit 2014)

### Sportliche Erfolge (Auswahl)
| Datum/Jahr    | Rang | Wettbewerb                                       | Austragungsort | Athlet       | Zeit |
| ------------- | ---- | ------------------------------------------------ | -------------- | ------------ | ---- |
| 15. Aug. 2021 | 1    | ÖTRV Staatsmeisterschaft Triathlon Sprintdistanz | Blindenmarkt   | Philip Pertl |      |

| Datum/Jahr    | Rang | Wettbewerb                                         | Austragungsort | Athlet        | Zeit     |
| ------------- | ---- | -------------------------------------------------- | -------------- | ------------- | -------- |
| 15. Aug. 2020 | 1    | ÖTRV Österreichische Triathlon-Staatsmeisterschaft | Thiersee       | Lukas Hollaus | 01:53:19 |

| Datum/Jahr    | Rang | Wettbewerb                                         | Austragungsort  | Athlet        | Zeit |
| ------------- | ---- | -------------------------------------------------- | --------------- | ------------- | ---- |
| 28. Juli 2019 | 1    | ÖTRV Österreichische Triathlon-Staatsmeisterschaft | Obertrum am See | Lukas Hollaus |      |

| Datum/Jahr    | Rang | Wettbewerb              | Austragungsort | Athlet      | Zeit     |
| ------------- | ---- | ----------------------- | -------------- | ----------- | -------- |
| 11. Feb. 2018 | 3    | ITU Triathlon World Cup | Kapstadt       | Lukas Pertl | 00:52:49 |

| Datum/Jahr    | Rang | Wettbewerb                                         | Austragungsort | Athlet            | Zeit     |
| ------------- | ---- | -------------------------------------------------- | -------------- | ----------------- | -------- |
| 4. Okt. 2015  | 1    | Marathon der 3 Länder am Bodensee                  | Bregenz        | Kathrin Müller    | 02:50:48 |
| 4. Okt. 2015  | 3    | Marathon der 3 Länder am Bodensee                  | Bregenz        | Paul Reitmayr     | 00:36:15 |
| 28. Juni 2015 | 2    | ÖTRV Österreichische Triathlon-Staatsmeisterschaft | Kitzbühel      | Nikolaus Wihlidal | 01:50:15 |

| Datum/Jahr    | Rang | Wettbewerb                                         | Austragungsort | Athlet            | Zeit     |
| ------------- | ---- | -------------------------------------------------- | -------------- | ----------------- | -------- |
| 5. Okt. 2014  | 1    | Marathon der 3 Länder am Bodensee                  | Bregenz        | Kathrin Müller    | 01:21:50 |
| 5. Okt. 2014  | 2    | Marathon der 3 Länder am Bodensee                  | Bregenz        | Nikolaus Wihlidal | 01:12:40 |
| 16. Aug. 2014 | 1    | ITU Cross Triathlon World Championships            | Olbersdorf     | Kathrin Müller    | 02:58:35 |
| 19. Juli 2014 | 1    | ÖTRV Österreichische Triathlon-Staatsmeisterschaft | Obertrum       | Nikolaus Wihlidal | 02:03:37 |
| 1. Juni 2014  | 1    | ETU European Cross Triathlon Championships         | Orosei         | Kathrin Müller    | 02:34:20 |

| Datum/Jahr    | Rang | Wettbewerb                                                       | Austragungsort | Athlet            | Zeit       |
| ------------- | ---- | ---------------------------------------------------------------- | -------------- | ----------------- | ---------- |
| 7. Sep. 2013  | 1    | ETU European Cross Triathlon Championships U23                   | Strobl         | Kathrin Müller    | 01:19:03,7 |
| 20. Juli 2013 | 2    | ÖTRV Österreichische Staatsmeisterschaft Triathlon Kurzdistanz   | Obertrum       | Lydia Waldmüller  | 02:21:05   |
| 20. Juli 2013 | 3    | ÖTRV Österreichische Triathlon-Staatsmeisterschaft               | Obertrum       | Nikolaus Wihlidal | 02:02:40   |
| 26. Mai 2013  | 1    | ÖTRV Österreichische Triathlon-Meisterschaft Sprintdistanz       | Pörtschach     | Paul Reitmayr     | 00:55:10   |
| 26. Mai 2013  | 1    | ÖTRV Österreichische Staatsmeisterschaft Triathlon Sprintdistanz | Pörtschach     | Lydia Waldmüller  | 01:01:21   |
| 14. Apr. 2013 | 8    | Ironman South Africa                                             | Port Elizabeth | Dominik Berger    | 08:43:53   |

| Datum/Jahr    | Rang | Wettbewerb                             | Austragungsort | Athlet         | Zeit     |
| ------------- | ---- | -------------------------------------- | -------------- | -------------- | -------- |
| 11. Aug. 2012 | 1    | Xterra Germany Championships           | Zittau         | Kathrin Müller | 02:54:37 |
| 2. Juni 2012  | 3    | DTU Deutsche Triathlon-Meisterschaften | Darmstadt      | Kathrin Müller |          |